# Unión Estepona
Unión Estepona is een Spaanse voetbalclub uit Estepona. De club is in 1995 opgericht en speelt haar wedstrijden in het Francisco Muñoz Pérez.
De club ontstond gedurende het seizoen 1995/96 als fusie tussen Estepona CF en UD Estepona nadat CD Estepona failliet ging.
Tot 2008 speelde de club in de regionale competities. Na één seizoen in de Tercera División waarin de club kampioen werd, speelt Estepona sinds 2009 in de Segunda División B.
Algeciras CF ·
Atlético Sanluqueño CF ·
Betis Deportivo Balompié ·
Cádiz B · 
Córdoba CF ·
CD El Ejido 2012 ·
Club Recreativo Granada ·
Las Palmas B ·
Linares Deportivo ·
Linense · 
CF Lorca Deportiva ·
Marbella FC · 
CD Marino ·
Real Murcia ·
UCAM Murcia CF ·
Recreativo Huelva ·
San Fernando CD ·
Sevilla Atlético ·
UD Tamaraceite ·
Yeclano Deportivo